# Šport u 1931.
◄◄ | ◄ | 1928. | 1929. | 1930. | 1931.  | 1932. | 1933. | 1934. | ► | ►►
Arhitektura • Astronomija • Biologija • Film • Fotografija • Glazba • Kazalište • Kemija • Kiparstvo • Knjige • Književnost • Kršćanstvo • Meteorologija • Medicina • Planinarstvo • Politika • Pravo • Promet • Slikarstvo • Strip • Šport • Televizija • Znanost • Zrakoplovstvo • Željeznički promet
Šport u 1931.

## Svijet

### Natjecanja

#### Kontinentska natjecanja

##### Europska natjecanja
- Od 23. do 30. kolovoza – Europsko prvenstvo u vaterpolu u Parizu u Francuskoj: prvak Mađarska

### Osnivanja
- Stade de Reims-Champagne, francuski nogometni klub
- Granada CF, španjolski nogometni klub

### Rođenja
- 27. srpnja – Milan Jeger, hrvatski plivač († 2007.)

## Hrvatska i u Hrvata

### Osnivanja
- NK Lučko, hrvatski nogometni klub
- NK Varaždin, hrvatski nogometni klub

## Vanjske poveznice
|  | Zajednički poslužitelj ima još gradiva o temi Šport u 1931. |